# 美男天狗党
『美男天狗党』（びなんてんぐとう）は1954年6月23日に公開された日本映画。製作は松竹京都撮影所。配給は松竹。モノクロ、スタンダード。

## スタッフ
- 製作：岸本吟一
- 原案：小川正
- 脚本：八尋不二
- 音楽：木下忠司
- 撮影：太田真一
- 監督：内出好吉

## キャスト
- 田中源蔵：北上弥太朗
- 雪枝：藤乃高子
- 藤田小四郎：若杉英二
- おみち：雪代敬子
- 武田耕雲斎：北竜二
- 弥之助：三井弘次
- おのぶ：桜むつ子
- 田丸稲之右衛門：海江田譲二
- 海老名の常造：香川良介
- 常造の妻・おかつ：草島競子
- 弁慶の半太郎：永田光男
- 岡っ引仁平：天野刃一
- 田中源右衛門：玉島愛造
- 佐市：若柳敏三郎
- とく：大原みゆき
- 千種太郎：戸上城太郎
- 下妻新太：青山宏
- 芸者菊次：光静江
- 半玉小半：小笠原まり子

| スタブアイコン | サブスタブ | この項目は、まだ閲覧者の調べものの参照としては役立たない、映画に関連した書きかけの項目です。この項目を加筆・訂正などしてくださる協力者を求めています（P:映画/PJ:映画）。 |